# (33340) 1998 VG44
(33340) 1998 VG44 est un objet transneptunien du groupe des plutinos.

## Caractéristiques
1998 VG44 mesure environ 350 km de diamètre.

## Orbite
L'orbite de 1998 VG44 possède un demi-grand axe de 39,459 ua et une période orbitale d'environ 248 ans. Son périhélie l'amène à 29,37 ua du Soleil et son aphélie l'en éloigne de 49,549 ua. Il s'agit d'un plutino.

## Découverte
1998 VG44 a été découvert le 14 novembre 1998.